# Командный чемпионат мира по спидвею на длинном треке
Командный чемпионат мира по спидвею на длинном треке — ежегодное соревнование, проводимое ФИМ с 2007 г.

## Правила

### Состав команд (до 2013)
В соревновании участвуют 6 команд. Каждая команда состоит из 4 гонщиков: 3 основных и запасного.
- Команда A: 1, 2, 3, 19
- Команда B: 4, 5, 6, 20
- Команда C: 7, 8, 9, 21
- Команда D: 10, 11, 12, 22
- Команда E: 13, 14, 15, 23
- Команда F: 16, 17, 18, 24

Запасной гонщик может занять место любого гонщика в любое время, но имея не более стандартного числа выездов (5 основных и один финальный).

### Сетка заездов (до 2013)
| Место | Призовые   |
| ----- | ---------- |
| 1st   | 7,500 CHF  |
| 2nd   | 6,500 CHF  |
| 3rd   | 5,500 CHF  |
| 4th   | 5,000 CHF  |
| 5th   | 4,500 CHF  |
| 6th   | 4,000 CHF  |
| Total | 33,000 CHF |

В каждом заезде встречаются 2 команды (три гонщика одной команды и три гонщика другой). Каждый заезд длится 4 круга. За первое место гонщику даётся 5 очков, за второе — 4 и т. д. Очки гонщиков одной команды суммируются.
Заезды с 1 по 15 — квалификационные, проводятся по утверждённой сетке заездов. После 15 заездов проводится подсчёт суммы очков каждой команды, по итогам которого команды распределяются в 3 финальных заезда:
- Финал А — встречаются первая и вторая команда по итогам классификации за общие 1-2 места
- Финал B — встречаются третья и четвёртая команда по итогам классификации за общие 3-4 места
- Финал С — встречаются пятая и шестая команда по итогам классификации за общие 5-6 места

По итогам финалов определяется итоговая классификация. Очки, набранные в классификации, не прибавляются к очкам, набранным в финальном заезде.

### Правила с 2013 года
В связи с участием в финале 2013 г. 7 команд сетка из 15 квалификационных заездов и 3 финалов заменена на сетку из 21 заезда. Победитель определяется по общей сумме набранных в 21 заезде очков.

## Медальный зачёт
| Год  | Место           | Победитель           | Второе место            | Третье место            |
| 2007 | Моризе          | Германия (51 + 8)    | Великобритания (44 + 7) | Франция (39 + 8)        |
| 2008 | Верльте         | Германия (55 + 9)    | Нидерланды (45 + 6)     | Великобритания (40 + 9) |
| 2009 | Энрум           | Германия (47 + 8)    | Нидерланды (46 + 7)     | Франция (38 + 8)        |
| 2010 | Моризе          | Германия (49 + 8)    | Франция (47 + 7)        | Нидерланды (42 + 9)     |
| 2011 | Шессель         | Германия (56 + 12)   | Нидерланды (38 + 3)     | Великобритания (36 + 8) |
| 2012 | Сен-Макер       | Германия (48 + 9)    | Великобритания (49 + 6) | Франция (42 + 12)       |
| 2013 | Свингфилд       | Нидерланды (65)      | Франция (63)            | Великобритания (49)     |
| 2014 | Форсса          | Германия (45)        | Нидерланды (41+5)       | Франция (41+4)          |
| 2015 | Мюльдорф        | Великобритания (42)  | Германия (41+5)         | Финляндия (41+4)        |
| 2016 | Марианске-Лазне | Нидерланды (46)      | Германия (44)           | Чехия (42)              |
| 2017 | Роден           | Германия (61)        | Франция (54)            | Нидерланды (49)         |
| 2018 | Моризе          | Франция (54)         | Великобритания (46)     | Германия (38)           |
| 2019 | Фехта           | Франция (47+1st+1st) | Чехия (38+1st+2nd)      | Германия (53+2nd+1st)   |
| 2022 | Херксхайм       | Германия             | Чехия                   | Франция                 |

| Позиция | Страна         | Gold | Silver | Bronze | Всего |
| ------- | -------------- | ---- | ------ | ------ | ----- |
| 1.      | Германия       | 9    | 2      | 2      | 13    |
| 2.      | Нидерланды     | 2    | 4      | 2      | 8     |
| 3.      | Франция        | 2    | 3      | 5      | 10    |
| 4.      | Великобритания | 1    | 3      | 3      | 7     |
| 5.      | Чехия          |      | 2      | 1      | 3     |
| 6.      | Финляндия      |      |        | 1      | 1     |

Немец Стефан Катт является семикратным чемпионом мира по спидвею на длинном треке в командном зачёте.